# Giovanni Mataloni

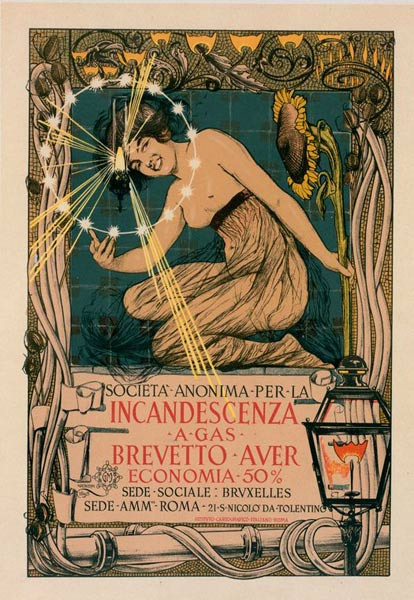
Affiche pour la lampe incandescente à gaz, 1896

Giovanni Maria Mataloni, ou Giovanni Mario Mataloni, né le 24 juillet 1869 à Rome, où il est mort le 21 septembre 1944, est un affichiste, lithographe et illustrateur italien lié à l'Art nouveau. Il a aussi peint des portraits.

## Biographie
Surtout connu comme affichiste, Giovanni Mataloni est, dans son domaine, l'un des précurseurs du mouvement Stile Liberty avec des artistes comme Leonetto Cappiello ou Giuseppe Boano, qui travaillèrent en France, ou encore Marcello Dudovich, Leopoldo Metlicovitz, Aleardo Villa et l'Allemand Adolfo Hohenstein.
Issu d'une famille aristocratique originaire des Marches, Mataloni entre en 1891 à la Casa Ricordi, où il fera débuter Aleardo Terzi. 
Il travaille pour de nombreux éditeurs italiens comme Bocca à Turin, l'institut cartographique Stabilimento cromolitografico Alessandro Marzi à Rome et des imprimeurs lithographes comme Chappuis à Bologne pour lesquels il produit des couvertures d'ouvrages et des cartes postales. Il fut un collaborateur de L'Illustrazione italiana (Milan), de L'Ora de Palerme et de la revue Novissima. 
Jules Chéret choisit de reproduire Società Anonima per l'Incandescenza a Gas (1895) dans sa revue Les Maîtres de l'affiche (1895-1900).
En 1908, il exécute les fresques de la salle à manger du café Faraglia sur piazza Venezia puis du palais de l'Agriculture (Rome). 
Il occupa un temps la chaire de nu à l'Académie des beaux-arts de Rome et était lié au peintre Antonio Mancini.
Durant les années 1920-1930, il travaille pour l'institut De Agostini au département cartographique.
Mort le 21 septembre 1944, il est enterré au cimetière communal monumental de Campo Verano à Rome.

## Affiches répertoriées
- 1895 : Società Anonima per l'Incandescenza a Gas Brevetto Auer
- 1897 : La Tribuna Roma
- 1898 : Pillole Ricostituenti Formula Grocco Società Anonima Prodotti Chimici Cesare Pegna & Figli Firenze
- 1898 : Vino vermouth Cora
- 1901 : Calderoni Milano
- 1902 : Associazione Artistica Internazionale Natale di Roma
- 1904 : Associazione Artistica Internazionale Festa di Cervara
- 1905 : IX Centenario della Badia Greca di Grotta Ferrata Prima Esposizione di Arte Italo Bizantina
- 1906 : Inaugurazione del Sempione
- 1909 : L'Ora
- 1910 : Birra Livorno